# Aoife Cooke
Aoife Cooke (Cork, 13 settembre 1986) è una mezzofondista e maratoneta irlandese.

## Biografia
Ha rappresentato l'Irlanda ai Giochi olimpici estivi di Tokyo 2020, dove ha corso la maratona, gara disputata in condizione di forte caldo ed umidita, da cui si è ritirata a circa metà del percorso.
E' apertamente lesbica.

## Palmarès
| Anno | Manifestazione  | Sede   | Evento   | Risultato | Prestazione | Note                                     |
| ---- | --------------- | ------ | -------- | --------- | ----------- | ---------------------------------------- |
| 2021 | Giochi olimpici | Tokyo  | Maratona | dnf       | dnf         |                                          |
| 2022 | Europei         | Monaco | Maratona | 34ª       | 2h40'37"    | Miglior prestazione personale stagionale |

## Altre competizioni internazionali
2017
- 15ª alla Maratona di Amsterdam ( Paesi Bassi), maratona - 2h46'37

2018
- 15ª alla Mezza maratona di Lisbona ( Portogallo), mezza maratona - 1h20'58

2019
- Oro alla Mezza maratona di Charleville ( Irlanda), mezza maratona - 1h14'41

2021
- Oro alla Cheshire Elite Marathon (Wrexham  Regno Unito), maratona - 2h28'36